# Hans-Peter Schneider (Rechtswissenschaftler)

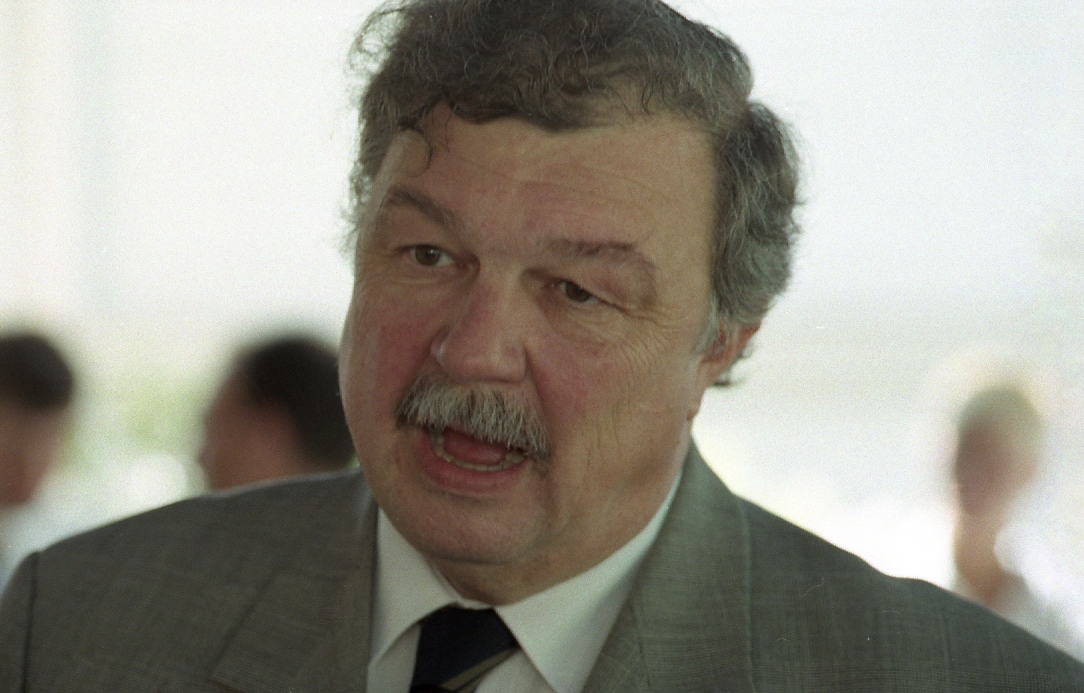
Hans-Peter Schneider (2000)

Hans-Peter Schneider (* 26. November 1937 in Jena; † 4. April 2021 in Hannover) war ein deutscher Staatsrechtslehrer, Richter, Universitätsprofessor und Politikberater.

## Leben
Nach seinem Studium der Rechtswissenschaft und der Politischen Wissenschaft an den Universitäten Freiburg i.Br., Paris und München, das er mit der Ersten Juristischen Staatsprüfung in Freiburg 1962 abschloss, promovierte Schneider dort 1965 bei Erik Wolf  mit einer rechtsphilosophischen Arbeit über Leibniz. Die anschließende Assistentenzeit, während der er die Zweite Juristische Staatsprüfung (1969) ablegte, beendete er mit seiner Habilitation in Öffentlichem Recht, Rechtsphilosophie und Kirchenrecht 1972 an der Universität Freiburg. Nach Lehrstuhlvertretungen in Hamburg und Tübingen wurde er 1975 als Ordentlicher Professor auf den Lehrstuhl für Staats- und Verwaltungsrecht der Technischen Universität Hannover berufen, den er bis zu seiner Emeritierung 2003 innehatte.
Schneider war von 1987 bis 2006 Mitglied des Niedersächsischen Staatsgerichtshofs, von 1993 bis 2005 Mitglied des Verfassungsgerichtshofs des Freistaates Sachsen, von 1979 bis 1991 Stellvertretendes Mitglied des Staatsgerichtshofs der Freien Hansestadt Bremen und von 1994 bis 1996 Mitglied des Vorstands der Vereinigung der Deutschen Staatsrechtslehrer. Er war außerdem Mitglied der Vereinigung für Verfassungsgeschichte. Des Weiteren war er Mitglied verschiedener Sachverständigenkommissionen des Deutschen Bundestages, der Bundesregierung, des Bundespräsidenten sowie Berater mehrerer ausländischer Regierungen. Er war Sachverständiger der Föderalismuskommission I und vertrat die Mitglieder der Landtage in der Föderalismuskommission II. Über seine weltweite Beratungstätigkeit hat er ein Buch mit dem Titel „Verfassungszeit. Ortstermine von Jena bis Tripolis“ (2012) geschrieben.
Schneider war geschäftsführender Direktor des Deutschen Instituts für Föderalismusforschung e. V. in Hannover und Aufsichtsratsvorsitzender der Textilunternehmensgruppe Daun & Cie.

## Ehrungen und Auszeichnungen
- 1994: Ehrendoktorwürde (Dr. jur. h. c.) durch die Pantion-Universität Athen
- 1998: Sächsische Verfassungsmedaille, verliehen durch Landtagspräsident Erich Iltgen

## Schriften (Auswahl)
- Der neue deutsche Bundesstaat. Bericht über die Umsetzung der Föderalismusreform I. Nomos, Baden-Baden 2013, ISBN 978-3-8487-0828-4.
- Verfassungszeit. Ortstermine von Jena bis Tripolis. Bussert & Stadeler, Jena/Quedlinburg 2012, ISBN 978-3-942115-16-2.
- Hrsg. mit anderen: Das Grundgesetz. Dokumentation seiner Entstehung. Klostermann, Frankfurt am Main 1995 ff.
- Die parlamentarische Opposition im Verfassungsrecht der Bundesrepublik Deutschland. Bd. 1: Grundlagen. Klostermann, Frankfurt am Main 1974.